# Johann Zerlett
Johann Zerlett   (Geistingen, 27 de juliol de 1859 - Berlín, 24 de juny de 1935), nom complet Johann Baptist Zerlett, fou un músic alemany.
Estudià al Conservatori de Colònia (Alemanya), fou director de música al Saarbrücken (1883), i de 1886/87 director de música de la Societat Mozart de Darmstadt, i del Male-Voice Choral Society a Wiesbaden el 1887. També va dirigir la Societat Coral d'homes de Hannover i l'Orquestra Filharmònica de 1900 a 1907. Va assumir el càrrec de director de la Societat Filharmònica de Wiesbaden el 1907 i va impartir classes al Conservatori Stern de Berlín de 1917 a 1922. Posteriorment va ensenyar música privada a la capital alemanya.
Zerlett va compondre obres orquestrals, cors per a veus d'home, peces de piano, música de cambra, les òperes Die Strandhexe, Olaf i Die Zaubergeige, i les grans composicions corals Das begrabene Lied; Wanda i Die hermannschlacht.